# Muteba Ier Kat Kateng
 (mars 2025).
Muteba Ier Kat Kateng (mort vers 1748) fut le 3ème empereur de l'empire Lunda de 1720 à 1748.

## Biographie
Il était un parent de la lignée féminine de Mbal Ier Yaav. Vers 1720, il s'empare du pouvoir en renversant l'empereur Mukas Munying Kabalond.
Il a poursuivi une politique active et agressive. Vers 1724, les Yaka furent conquis. Les structures politiques locales du nord-ouest ont été préservées, mais Muteba Ier a ajouté les postes de kilolo (représentant du gouvernement central). Les chefferies locales reçurent un caractère semi-indépendant, elles n'eurent qu'à payer régulièrement un tribut, assurer la protection des frontières et des routes commerciales des Lunda.
Par la suite, les troupes de Lunda se sont déplacées plus à l'est en direction des mines de cuivre et plus loin vers la vallée de la rivière Luapula. Ils purent vaincre l'armée de Mvene Keken (uk), le souverain de Luba, et s'établirent sur Luapula. Pour contrebalancer Luba, l'état vassal de Mutambo fut créé. Au sud, vers 1740, il fonde un autre état vassal, le Kazembe, à la tête duquel il nomme le mwata Ng'anga Bilonda. Cela a permis d'établir le contrôle des mines, d'étendre le commerce de l'ivoire, des esclaves et d'accéder aux routes caravanières contrôlées par les commerçants arabes depuis les ports de l'océan Indien.
Il a soutenu la création de colonies commerciales (musumba), qui protégeaient les routes des caravanes et contribuaient au développement du commerce de Lunda et à l'influence de l'état lui-même.
Il décède vers 1748. Mukas Waranankong lui succéde.

## Sources
- Davidson, Basil, La traite des esclaves africains. Boston, 1980.
- Edgerton, Robert B., Le cœur troublé de l'Afrique : une histoire du Congo. New-York, 2002.